# ده برز
ده بُرز یک روستا در ایران است که در دهستان شریف‌آباد در بخش مرکزی شهرستان سیرجان استان کرمان واقع شده‌است. ده برز ۳۴ نفر جمعیت دارد.